# Mittibletiken
Mittibletiken är en sjö i Sorsele kommun i Lappland och ingår i Umeälvens huvudavrinningsområde.